# Madison McLaughlin
Madison McLaughlin (Baton Rouge (Louisiana), 5 november 1995) is een Amerikaans actrice.

## Leven
McLaughlin speelde aanvankelijk in korte films als Don't Touch It, Young Again en Different Worlds. In 2010 vertolkte ze een grotere rol als Alison DeMatti in de rampenfilm Meteor Apocalypse. Daarna was ze vooral in gast- of wederkerende rollen in televisieproducties te zien. Zo speelde ze in Chicago P.D. de rol van Michelle Sovana, in Major Crimes Kiss Slater en in Arrow Evelyn Sharp.